# Hohe Rannach
Hohe Rannach är ett berg i Österrike.   Det ligger i distriktet Graz-Umgebung och förbundslandet Steiermark, i den östra delen av landet, 140 km sydväst om huvudstaden Wien. Toppen på Hohe Rannach är 1 018 meter över havet, eller 82 meter över den omgivande terrängen. Bredden vid basen är 0,26 km.
Terrängen runt Hohe Rannach är huvudsakligen kuperad. Runt Hohe Rannach är det ganska tätbefolkat, med 230 invånare per kvadratkilometer.. Närmaste större samhälle är Graz, 11,7 km söder om Hohe Rannach. 
I omgivningarna runt Hohe Rannach växer i huvudsak blandskog.